# Список президентів Аргентини
Президент Аргентини (ісп. Presidente de Argentina) — найвища політична посада в Аргентині, титул голови виконавчої влади і голови держави. Також президент є головнокомандувачем Збройних сил Аргентини.
Першим титул Президента Об'єднаних провінцій Ріо-де-ла-Плати прийняв Бернардіно Рівадавія. За часів правління Хусто Хосе де Уркіси посада отримала назву Президент Аргентинської конфедерації згідно з конституцією 1853 року. Обраний після конституційної реформи 1860 року Сантьяго Деркі вже був названий Президентом Аргентинської нації (ісп. Presidente de la Nación Argentina). Ця назва посади збереглася дотепер.
З 1994 року президентський термін в Аргентині триває 4 роки. Він обирається у парі з віце-президентом, який має замінити його у разі відставки або смерті. Чинний голова держави — президент Хав'єр Мілей, який вступив на посаду 10 грудня 2023 року.
Резиденція президента знаходиться у Буенос-Айресі і має назву Каса-Росада (ісп. Casa Rosada — Рожевий Дім).

## Після набуття незалежності
Після набуття незалежності у 1816 році, Аргентина була федерацією фактично без центрального уряду. Спочатку вона називалась Об'єднані провінції Ла-Плати, потім Об'єднані провінції Південної Америки.
| Портрет | Термін                          | Глава держави                                    |
| ------- | ------------------------------- | ------------------------------------------------ |
|         | 31 січня 1814 — 9 січня 1815    | Хервасіо Антоніо де Посадас, Верховний правитель |
|         | 9 січня 1815 — 20 квітня 1815   | Карлос Марія де Альвеар, Верховний правитель     |
|         | 20 квітня 1815 — 9 липня 1816   | Ігнасіо Альварес Томас, Верховний правитель      |
|         | 9 липня 1816 — 9 червня 1819    | Хуан Мартін де Пуейредон, Верховний правитель    |
|         | 9 червня 1819 — 11 лютого 1820  | Хосе Рондо, Верховний правитель                  |
|         | 11 лютого 1820 — 16 лютого 1820 | Хуан Педро Агірре, в.о. Верховного правителя     |

## Доконституційні президенти
| № | Портрет | Ім'я                   | Початок терміну | Кінець терміну | Примітки                         |
| 1 |         | Бернардіно Рівадавія   | 8 лютого 1826   | 7 липня 1827   | Глава держави (неконституційний) |
| 2 |         | Вісенте Лопес-і-Планес | 7 липня 1827    | 17 серпня 1827 | Глава держави (неконституційний) |

## Конституційні президенти
| №  | Портрет | Ім'я                          | Початок терміну   | Кінець терміну    | Примітки |
| 3  |         | Хусто Хосе де Уркіса          | 5 березня 1854    | 5 березня 1860    | Президент Аргентинської конфедерації і перший президент, обраний за конституцією 1853 року.                                                                                             |
| 4  |         | Сантьяго Деркі                | 5 березня 1860    | 5 листопада 1861  | Пішов у відставку. |
| 5  |         | Хуан Естебан Педернера        | 5 листопада 1861  | 12 грудня 1861    | |
| 6  |         | Бартоломе Мітре               | 12 квітня 1862    | 12 жовтня 1868    | Перший президент об'єднаної країни. |
| 7  |         | Домінго Фаустіно Сарм'єнто    | 12 жовтня 1868    | 12 жовтня 1874    | безпартійний |
| 8  |         | Ніколас Авельянеда            | 12 жовтня 1874    | 12 жовтня 1880    | |
| 9  |         | Хуліо Рока                    | 12 жовтня 1880    | 12 жовтня 1886    | |
| 10 |         | Мігель Анхель Хуарес Сельман  | 12 жовтня 1886    | 6 серпня 1890     | Пішов у відставку. |
| 11 |         | Карлос Пеллегріні             | 6 серпня 1890     | 12 жовтня 1892    | Був обраний віце-президентом і після відставки Хуареса Сельмана займав посаду президента.                                                                                               |
| 12 |         | Луїс Саенс Пенья              | 12 жовтня 1892    | 23 січня 1895     | Пішов у відставку. |
| 13 |         | Хосе Еварісто де Урібуру      | 23 січня 1895     | 12 жовтня 1898    | Обраний віце-президентом і після відставки Саенса Пеньї зайняв посаду президента. |
| 14 |         | Хуліо Рока                    | 12 жовтня 1898    | 12 жовтня 1904    | |
| 15 |         | Мануель Кінтана               | 12 жовтня 1904    | 12 березня 1906   | Помер на посаді. |
| 16 |         | Хосе Фігероа Алькорта         | 12 березня 1906   | 12 жовтня 1910    | Був обраний віце-президентом і після смерті Кінтани займав посаду президента. |
| 17 |         | Роке Саенс Пенья              | 12 жовтня 1910    | 9 серпня 1914     | Помер на посаді. |
| 18 |         | Вікторіно де ла Пласа         | 9 серпня 1914     | 12 жовтня 1916    | Був обраний віце-президентом і після смерті Саенса Пеньї займав посаду президента. |
| 19 |         | Іполіто Іріґоєн               | 12 жовтня 1916    | 12 жовтня 1922    | Перший президент, обраний за законом Саенса Пеньї (загальне таємне обов'язкове голосування усіх чоловіків, які досягли віку 18 років)                                                   |
| 20 |         | Марсело Торкуато де Альвеар   | 12 жовтня 1922    | 12 жовтня 1928    | |
| 21 |         | Іполіто Іріґоєн               | 12 жовтня 1928    | 6 вересня 1930    | Пішов у відставку |
| 22 |         | Хосе Фелікс Урібуру           | 6 вересня 1930    | 20 лютого 1932    | De facto. З його правління почалася Безславна декада |
| 23 |         | Агустін Педро Хусто           | 20 лютого 1932    | 20 лютого 1938    | |
| 24 |         | Роберто Марселіно Ортіс       | 20 лютого 1938    | 27 червня 1942    | Пішов у відставку через хворобу. |
| 25 |         | Рамон Кастільйо               | 27 червня 1942    | 4 червня 1943     | Скинутий військовим переворотом. Його правлінням закінчилася Безславна декада |
| 26 |         | Артуро Росон                  | 4 червня 1943     | 7 червня 1943     | De facto |
| 27 |         | Педро Пабло Рамірес           | 7 червня 1943     | 9 березня 1944    | De facto |
| 28 |         | Едельміро Хуліан Фаррелл      | 9 березня 1944    | 4 червня 1946     | De facto |
| 29 |         | Хуан Домінго Перон            | 4 червня 1946     | 21 вересня 1955   | Два терміни поспіль. (1946–1952 і 1952–1955). Другий мандат займав як перший президент Аргентини, обраний на загальних виборах (жінками і чоловіками). Скинутий військовим переворотом. |
| 30 |         | Хосе Домінго Моліна Гомес     | 21 вересня 1955   | 23 вересня 1955   | De facto |
| 31 |         | Едуардо Лонарді               | 23 вересня 1955   | 13 листопада 1955 | De facto |
| 32 |         | Педро Еухеніо Арамбуру        | 13 листопада 1955 | 1 травня 1958     | De facto |
| 33 |         | Артуро Фрондісі               | 1 травня 1958     | 29 березня 1962   | Пішов у відставку. |
| 34 |         | Хосе Марія Гідо               | 29 березня 1962   | 12 жовтня 1963    | Тимчасово виконував обов'язки президента після відставки Фрондісі. |
| 35 |         | Артуро Умберто Ільїя          | 12 жовтня 1963    | 28 червня 1966    | Скинутий військовим переворотом. |
| 36 |         | Хуан Карлос Онганіа           | 29 червня 1966    | 8 червня 1970     | De facto. Пішов у відставку |
| 37 |         | Роберто Марсело Левінгстон    | 18 червня 1970    | 22 березня 1971   | De facto |
| 38 |         | Алехандро Агустін Лануссе     | 22 березня 1971   | 25 травня 1973    | De facto |
| 39 |         | Ектор Хосе Кампора            | 25 травня 1973    | 13 липня 1973     | Пішов у відставку. |
| 40 |         | Рауль Альберто Ластірі        | 13 липня 1973     | 12 жовтня 1973    | Тимчасовий |
| 41 |         | Хуан Домінго Перон            | 12 жовтня 1973    | 1 липня 1974      | Помер на посаді. |
| 42 |         | Ісабель Мартінес де Перон     | 1 липня 1974      | 24 березня 1976   | Була обрана віце-президентом і після смерті Хуана Перона зайняла посаду президента. Перша жінка, яка обійняла посаду президента в Аргентині та світі. Скинута військовою хунтою.        |
| 43 |         | Хорхе Рафаель Відела          | 29 березня 1976   | 29 березня 1981   | De facto |
| 44 |         | Роберто Едуардо Віола         | 29 березня 1981   | 11 грудня 1981    | De facto |
| 45 |         | Карлос Лакосте                | 11 грудня 1981    | 22 грудня 1981    | De facto |
| 46 |         | Леопольдо Галтьєрі            | 22 грудня 1981    | 18 червня 1982    | De facto |
| 47 |         | Альфредо Сен-Жан              | 18 червня 1982    | 1 липня 1982      | De facto |
| 48 |         | Рейнальдо Біньйоне            | 1 липня 1982      | 10 грудня 1983    | De facto |
| 49 |         | Рауль Альфонсин               | 10 грудня 1983    | 8 липня 1989      | |
| 50 |         | Карлос Менем                  | 8 липня 1989      | 10 грудня 1999    | Пробув президентом два терміни поспіль: (1989–1995) за конституцією 1853 року і 1995–1999 за конституцією 1994 року.                                                                    |
| 51 |         | Фернандо де ла Руа            | 10 грудня 1999    | 21 грудня 2001    | Пішов у відставку. |
| 52 |         | Рамон Пуерта                  | 21 грудня 2001    | 23 грудня 2001    | Тимчасовий. |
| 53 |         | Адольфо Родрігес Саа          | 23 грудня 2001    | 30 грудня 2001    | Тимчасовий. Пішов у відставку. |
| 54 |         | Едуардо Каманьйо              | 30 грудня 2001    | 1 січня 2002      | Тимчасовий. |
| 55 |         | Едуардо Дуальде               | 2 січня 2002      | 25 травня 2003    | Тимчасовий. Пішов у відставку. |
| 56 |         | Нестор Кіршнер                | 25 травня 2003    | 10 грудня 2007    | |
| 57 |         | Крістіна Фернандес де Кіршнер | 10 грудня 2007    | 10 грудня 2015    | Перша жінка, що була всенародно обрана на посаду президента Аргентини. |
| 58 |         | Маурісіо Макрі                | 10 грудня 2015    | 10 грудня 2019    | |
| 59 |         | Альберто Фернандес            | 10 грудня 2019    | 10 грудня 2023    | |
| 60 |         | Хав'єр Мілей                  | 10 грудня 2023    |                   | |

## Статистична інформація

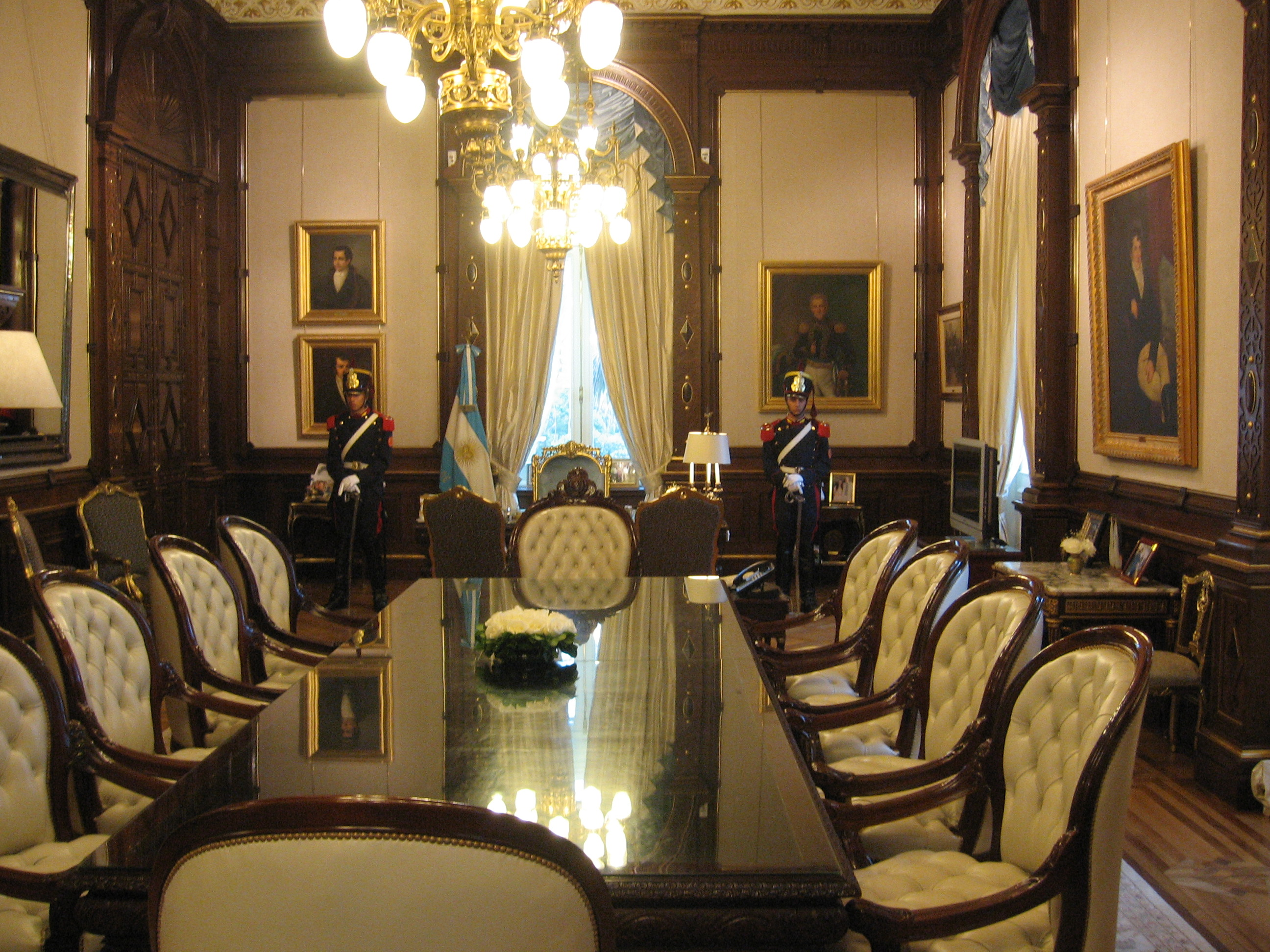
Кабінет Президента

- В Аргентині з 1826 року до сьогодні було 60 президентів. З них:
  - 16 правили de facto, тобто не були обрані на цю посаду на виборах. Першим таким президентом Аргентини був Хосе Фелікс Урібуру.
  - 3 померли на посаді: Мануель Кінтана (1906), Роке Саенс Пенья (1914) і Хуан Домінго Перон (1974).
  - 6 були скинуті військовими переворотами: Іполіто Іріґоєн (1930), Рамон Кастільйо (1943), Хуан Домінго Перон (1955), Артуро Фрондісі (1962), Артуро Умберто Ільїя (1966) і Ісабель Мартінес де Перон (1976).
  - 3 були переобрані на пост президента двічі: Хуліо Рока, Іполіто Іріґоєн, і Карлос Менем. Хуан Домінго Перон переобирався тричі (1946, 1952 y 1973).
  - 15 повністю відбули свій термін: Хусто Хосе де Уркіса, Бартоломе Мітре, Домінго Фаустіно Сарм'єнто, Ніколас Авельянеда, Хуліо Рока, Карлос Пеллегріні, Хосе Еварісто де Урібуру, Хосе Фігероа Алькорта, Вікторіно де ла Пласа, Іполіто Іріґоєн, Марсело Торкуато де Альвеар, Агустін Педро Хусто, Хуан Домінго Перон (перший строк), Карлос Менем і Нестор Кіршнер.
  - 2 були жінками: Ісабель Мартінес де Перон (1974 — 1976) і Крістіна Фернандес де Кіршнер (2007 — 2011)
  - 7 були обрані загальними і чесними виборами: Хуан Домінго Перон (на другий і третій терміни), Ектор Хосе Кампора, Рауль Альфонсин, Карлос Менем, Фернандо де ла Руа, Нестор Кіршнер і Крістіна Фернандес де Кіршнер.
  - Усі були народжені на території Аргентини, 5 померли за її межами: Бернардіно Рівадавія, Ніколас Авельянеда, Домінго Фаустіно Сарм'єнто, Хосе Фелікс Урібуру і Ектор Хосе Кампора.
  - Наймолодшим президентом був Ніколас Авельянеда, якому на момент вступу на посаду було 37 років і 11 днів.
  - Найстаршим на посаду вступив Перон (третій термін, 1973) у віці 78 років.
  - Найдовший час на посаді пробув Хуліо Рока — загалом 12 років. Найдовше правління de facto мав Хорхе Рафаель Відела — 5 років.
  - Найкоротший час серед обраних президентів на посаді протримався Ектор Хосе Кампора — 1 місяць і 19 днів.